# Rennrodel-Juniorenweltmeisterschaften 1986
Die 3. Juniorenweltmeisterschaft im Rennrodeln wurde im Januar 1986 auf der westdeutschen Kunsteisbahn Königssee ausgetragen. Die Einzeldisziplinen wurden am 19. Januar nach jeweils zwei Läufen entschieden. Das Starterfeld umfasste etwa 80 Teilnehmer aus 14 Nationen, darunter der Bundesrepublik Deutschland, der Deutschen Demokratischen Republik, der Sowjetunion und Italien.

## Ergebnisse

### Einsitzer der Juniorinnen
| Rang | Sportlerin          | Nationalität                    | Endzeit     |
| ---- | ------------------- | ------------------------------- | ----------- |
| 1    | Nadeschda Schmitowa | Sowjetunion                     | 2:23,78 min |
| 2    | Susi Erdmann        | Deutsche Demokratische Republik | 2:24,02 min |
| 3    | Veronika Oberhuber  | Italien                         | 2:24,11 min |
| 4    | Christina Hoppe     | Deutsche Demokratische Republik | 2:24,47 min |
|      |                     |                                 |             |
| 7    | Christina Knauer    | Deutsche Demokratische Republik | 2:24,83 min |

### Einsitzer der Junioren
| Rang | Sportler            | Nationalität                    | Endzeit     |
| ---- | ------------------- | ------------------------------- | ----------- |
| 1    | Max Burghartswieser | BR Deutschland                  | 2:28,80 min |
| 2    | Heiko Wietasch      | Deutsche Demokratische Republik | 2:29,46 min |
| 3    | Arnold Huber        | Italien                         | 2:29,72 min |

### Doppelsitzer der Junioren
| Rang | Sportler                       | Nationalität                    | Endzeit     |
| ---- | ------------------------------ | ------------------------------- | ----------- |
| 1    | Max Burghartswieser Uwe Reindl | BR Deutschland                  | 1:37,35 min |
| 2    | Igor Utkin Andrei Trussow      | Sowjetunion                     | 1:37,39 min |
| 3    | Stefan Krauße Jan Behrendt     | Deutsche Demokratische Republik | 1:37,68 min |
|      |                                |                                 |             |
| 6    | Sven Eggert René Friedl        | Deutsche Demokratische Republik | 1:38,35 min |

### Medaillenspiegel
| Rang | Nation                          | Gold | Silber | Bronze | Gesamt |
| ---- | ------------------------------- | ---- | ------ | ------ | ------ |
| 1    | BR Deutschland                  | 2    | 0      | 0      | 2      |
| 2    | Sowjetunion                     | 1    | 1      | 0      | 2      |
| 3    | Deutsche Demokratische Republik | 0    | 2      | 1      | 3      |
| 4    | Italien                         | 0    | 0      | 2      | 2      |